# Borusseum
Das Borusseum ist das Vereinsmuseum von Borussia Dortmund (BVB), in dem vor allem die Geschichte der Fußballabteilung seit der Gründung 1909 dokumentiert wird. Das Museum befindet sich in der Nordostecke des vereinseigenen Westfalenstadions.

## Geschichte

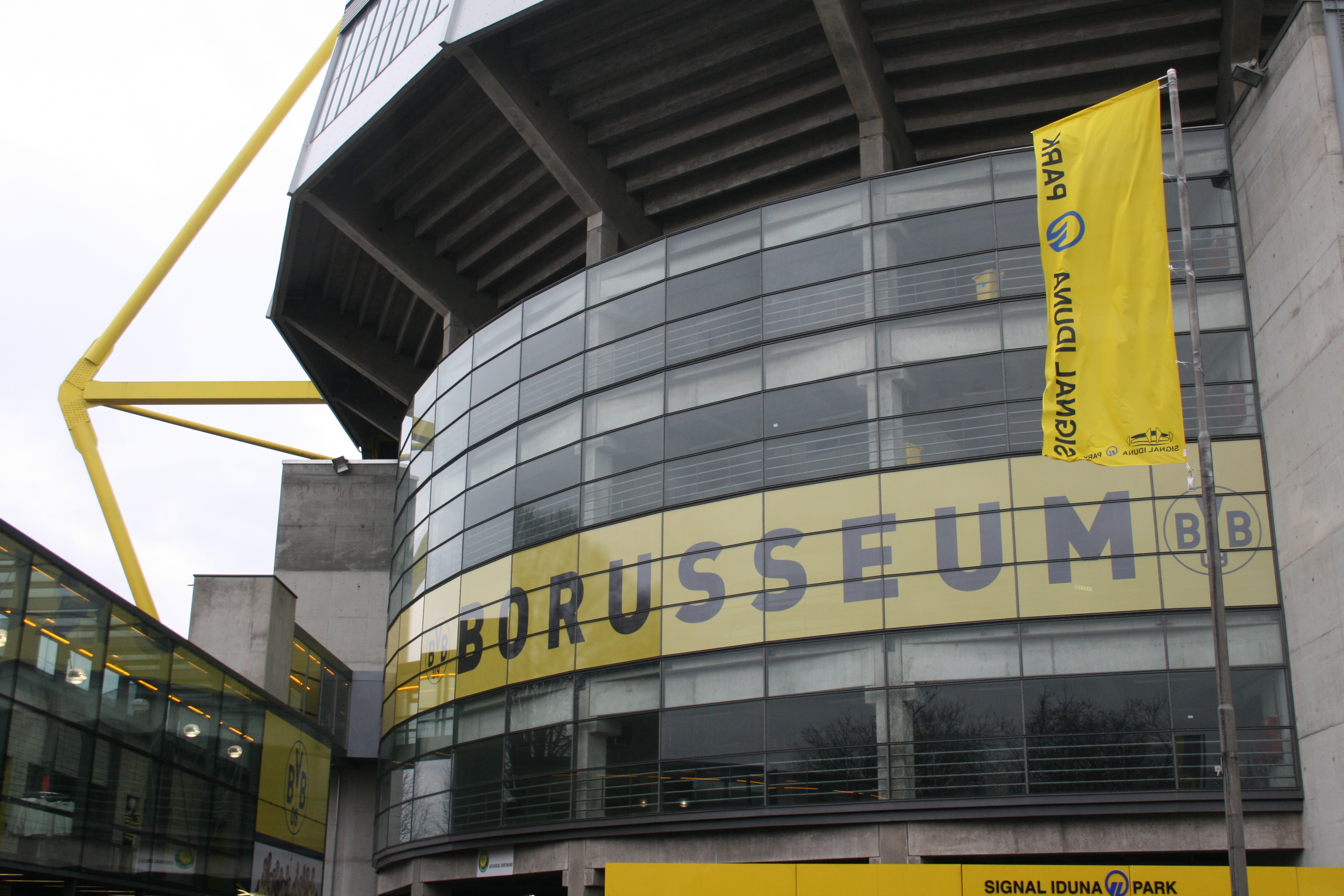
Borusseum in Dortmund

Die Idee zum Borusseum kam dem Fan und damaligen Vorsitzenden der BVB-Fanabteilung Olaf Suplicki, als er sah, wie mit Trophäen des Clubs im VIP-Bereich des Stadions umgegangen wurde. Da die Nordostecke des Stadions noch nicht ausgebaut war, erwies sie sich als geeigneter Ort dafür und man begann mit der Planung des Vereinsmuseums in dieser Ecke. Die BVB-Fanabteilung kündigte an, die benötigten Gelder für den Bau selbst zu beschaffen, da der Verein zu der Zeit mit der Sanierung nach der drohenden Insolvenz beschäftigt war. Dank vieler Spenden von Unternehmen und Mitgliedern sowie einer Benefiz-CD, an der sich unter anderem auch Doro Pesch und Chris Thompson beteiligten, konnte das Projekt verwirklicht werden. Am 19. Dezember 2008, dem 99. Geburtstag des Vereins, wurde das Borusseum durch den BVB-Präsident Reinhard Rauball, den Vizepräsidenten Reinhold Lunow und den Geschäftsführer Hans-Joachim Watzke eröffnet.